# Così triste cadere in battaglia
Così triste cadere in battaglia è un libro scritto da Kumiko Kakehashi basato sulla corrispondenza a casa del generale Tadamichi Kuribayashi, comandante della componente dell'Esercito Imperiale della guarnigione giapponese dell'isola di Iwo Jima. Il titolo è tratto da una frase contenuta nella lettera di commiato all'imperatore.
A questo libro è stato ispirato il film Lettere da Iwo Jima diretto da Clint Eastwood.